# Vuelta a la Comunidad Valenciana
La Vuelta a la Comunidad Valenciana (oficialmente: Volta a la Comunitat Valenciana)  es una competición ciclista por etapas que se disputa en la Comunidad Valenciana, España, cuya primera edición tuvo lugar en 1929. A lo largo de su historia ha tenido diferentes denominaciones como Vuelta a Levante (1929-1978), Vuelta a la Región de Valencia (1979) o Vuelta a las Tres Provincias (1980-1983).
Tras 7 años sin disputarse la Unión Ciclista Internacional  dio luz verde a una nueva edición de la Vuelta a la Comunidad Valenciana en 2016, una prueba que celebró su última edición en 2008 y a la que la crisis dio la puntilla tras la salida de su principal patrocinador. Los intentos del anterior seleccionador valenciano, Paco Antequera de resucitarla en 2011 y 2012, no dieron sus frutos. Un grupo de apasionados del ciclismo liderado por el campeón valenciano de la Vuelta a España en 2001, Ángel Casero, lograron que volviese a celebrarse, en la que triunfaron deportistas de la talla de Merckx, Hinault, Olano, Valverde y  Rubén Plaza entre otros. Además, en ese 2016 se creó otra Volta a la Provincia Valencia femenina de categoría amateur y en 2017 una  Vuelta a la Comunidad Valenciana llamada Setmana Ciclista Valenciana -esta sin vínculos directos con la Volta masculina- de categoría profesional 2.2 (última categoría del profesionalismo) única en España con esa catalogación de las 4 que únicamente son de categoría profesional.
De cara a 2020, la carrera ascendió de categoría y pasó a formar parte de las UCI ProSeries dentro de la categoría 2.Pro.

## Palmarés
| Año                                                      | Ganador                       | Segundo                     | Tercero                  |
| -------------------------------------------------------- | ----------------------------- | --------------------------- | ------------------------ |
| Vuelta al Levante                                        |                               |                             |                          |
| 1929                                                     | Salvador Cardona              | Valeriano Riera Franco      | Juan Mateu               |
| 1930                                                     | Mariano Cañardo               | José María Sans             | Juan Mateu               |
| 1931                                                     | Federico Ezquerra             | Valeriano Riera Franco      | Mariano Cañardo          |
| 1932                                                     | Ricardo Montero               | Mariano Cañardo             | Antonio Escuriet         |
| 1933                                                     | Antonio Escuriet              | Emiliano Álvarez            | Federico Ezquerra        |
| 1934-1939 ediciones no disputadas                        |                               |                             |                          |
| 1940                                                     | Federico Ezquerra             | Diego Cháfer                | Antonio Escuriet         |
| 1941 edición no disputada                                |                               |                             |                          |
| 1942                                                     | Julián Berrendero             | Fermo Camellini             | Diego Cháfer             |
| 1943                                                     | Francisco Antonio Andrés      | Julián Berrendero           | Isidro Bejerano          |
| 1944                                                     | Antonio Martín Eguia          | Vicente Miró                | Delio Rodríguez          |
| 1945-1946 ediciones no disputadas                        |                               |                             |                          |
| 1947                                                     | Joaquín Olmos                 | Agustín Miró                | Juan Gimeno              |
| 1948                                                     | Emilio Rodríguez Barros       | Ricardo Ferrándiz           | Juan Gimeno              |
| 1949                                                     | Joaquín Filba                 | Mateu Alemany Enseñat       | Antonio Sánchez Belando  |
| 1950-1953 ediciones no disputadas                        |                               |                             |                          |
| 1954                                                     | Salvador Botella              | Vicente Iturat              | Bernardo Ruiz            |
| 1955                                                     | Francisco Masip               | Mariano Corrales            | José Segú                |
| 1956                                                     | René Marigil                  | Antonio Bertrán             | José Escolano            |
| 1957                                                     | Bernardo Ruiz                 | Salvador Botella            | Andrés Trobat            |
| 1958                                                     | Hilaire Couvreur              | Joan Escolà                 | Julio San Emeterio       |
| 1959                                                     | Rik Van Looy                  | Edgard Sorgeloos            | Gilbert Desmet           |
| 1960                                                     | Fernando Manzaneque           | Francisco Moreno Martínez   | Jesús Galdeano           |
| 1961                                                     | Salvador Botella              | Joaquín Barceló             | Gabriel Mas              |
| 1962                                                     | Fernando Manzaneque           | Antonio Bertrán             | José Martín Colmenarejo  |
| 1963                                                     | José Martín Colmenarejo       | Raúl Rey                    | Esteban Martín Jiménez   |
| 1964                                                     | Antonio Gómez del Moral       | Antón Barrutia              | Eusebio Vélez            |
| 1965                                                     | José Pérez Francés            | José Suria                  | Sebastián Elorza         |
| 1966                                                     | Angelino Soler                | José Antonio Momeñe         | José Suria               |
| 1967                                                     | José Pérez Francés            | Angelino Soler              | Eugenio Lisarde          |
| 1968                                                     | Mariano Díaz                  | Andrés Gandarias Albizu     | Daniel Varela            |
| 1969                                                     | Eddy Merckx                   | José Manuel López Rodríguez | Gabriel Mascaró          |
| 1970                                                     | Ventura Díaz Arrey            | Jesús Manzaneque            | Joaquín Galera           |
| 1971                                                     | José Manuel López Rodríguez   | Luis Ocaña                  | Juan Zurano              |
| 1972                                                     | Txomin Perurena               | Santiago Lazcano            | Tino Tabak               |
| 1973                                                     | José Antonio González-Linares | José Manuel Fuente          | José Luis Abilleira      |
| 1974                                                     | Marcello Bergamo              | José Luis Abilleira         | Pedro Torres Cruces      |
| 1975                                                     | Vicente López Carril          | Santiago Lazcano            | Nemesio Jiménez          |
| 1976                                                     | Gonzalo Aja                   | Jose Luis Viejo             | Joaquim Agostinho        |
| 1977                                                     | Bernt Johansson               | René Leuenberger            | Custodio Mazuela         |
| 1978 edición no disputada Vuelta a la Región de Valencia |                               |                             |                          |
| 1979                                                     | Vicente Belda                 | Bernardo Alfonsel           | Eulalio García           |
| Vuelta a las Tres Provincias                             |                               |                             |                          |
| 1980                                                     | Klaus-Peter Thaler            | Eduardo Chozas              | Jordi Fortià             |
| 1981                                                     | Alberto Fernández Blanco      | Pedro Muñoz                 | Antonio Coll             |
| 1982                                                     | Pedro Muñoz                   | Faustino Rupérez            | Bernardo Alfonsel        |
| 1983                                                     | Reimund Dietzen               | Stephan Mutter              | Julián Gorospe           |
| Vuelta a la Comunidad Valenciana                         |                               |                             |                          |
| 1984                                                     | Bruno Cornillet               | Peio Ruiz Cabestany         | Ángel Camarillo          |
| 1985                                                     | Jesús Blanco Villar           | Frits Pirard                | Sean Kelly               |
| 1986                                                     | Bernard Hinault               | Jesús Blanco Villar         | Jörg Müller              |
| 1987                                                     | Stephen Roche                 | Jesús Blanco Villar         | Julián Gorospe           |
| 1988                                                     | Erich Maechler                | Julián Gorospe              | Jesús Blanco Villar      |
| 1989                                                     | Peio Ruiz Cabestany           | Remig Stumpf                | Charly Mottet            |
| 1990                                                     | Tom Cordes                    | Erich Maechler              | Rolf Gölz                |
| 1991                                                     | Melcior Mauri                 | Steven Rooks                | Peter Hilse              |
| 1992                                                     | Melcior Mauri                 | Erik Breukink               | Andrea Chiurato          |
| 1993                                                     | Julián Gorospe                | Stefano della Santa         | Miguel Induráin          |
| 1994                                                     | Viacheslav Yekímov            | Miguel Induráin             | Tony Rominger            |
| 1995                                                     | Alex Zülle                    | Laurent Jalabert            | Abraham Olano            |
| 1996                                                     | Laurent Jalabert              | Íñigo Cuesta                | Mariano Rojas            |
| 1997                                                     | Juan Carlos Domínguez         | Armand de Las Cuevas        | Christophe Moreau        |
| 1998                                                     | Pascal Chanteur               | Bo Hamburger                | Santos González          |
| 1999                                                     | Alekszandr Vinokurov          | Wladimir Belli              | Javier Pascual Rodríguez |
| 2000                                                     | Abraham Olano                 | Juan Carlos Domínguez       | José Alberto Martínez    |
| 2001                                                     | Fabian Jeker                  | Michael Boogerd             | Alekszandr Vinokurov     |
| 2002                                                     | Alex Zülle                    | Ivan Basso                  | Claus Michael Møller     |
| 2003                                                     | Dario Frigo                   | David Bernabéu              | Javier Pascual Llorente  |
| 2004                                                     | Alejandro Valverde            | Antonio Colom               | David Blanco             |
| 2005                                                     | Alessandro Petacchi           | Aitor Pérez Arrieta         | Antonio Colom            |
| 2006                                                     | Antonio Colom                 | Ricardo Serrano González    | David Bernabéu           |
| 2007                                                     | Alejandro Valverde            | Tadej Valjavec              | Fränk Schleck            |
| 2008                                                     | Rubén Plaza                   | Manuel Vázquez Hueso        | Xavier Florencio         |
| 2009-2015 ediciones no disputadas                        |                               |                             |                          |
| 2016                                                     | Wout Poels                    | Luis León Sánchez           | Beñat Intxausti          |
| 2017                                                     | Nairo Quintana                | Ben Hermans                 | Manuel Senni             |
| 2018                                                     | Alejandro Valverde            | Luis León Sánchez           | Jakob Fuglsang           |
| 2019                                                     | Ion Izagirre                  | Alejandro Valverde          | Pello Bilbao             |
| 2020                                                     | Tadej Pogačar                 | Jack Haig                   | Tao Geoghegan Hart       |
| 2021                                                     | Stefan Küng                   | Nélson Filippe Oliveira     | Enric Mas                |
| 2022                                                     | Aleksandr Vlásov              | Remco Evenepoel             | Carlos Rodríguez         |
| 2023                                                     | Rui Alberto Costa             | Giulio Ciccone              | Tao Geoghegan Hart       |
| 2024                                                     | Brandon McNulty               | Santiago Buitrago           | Aleksandr Vlásov         |
| 2025                                                     | Santiago Buitrago             | João Almeida                | Pello Bilbao             |

### Volta Provincia Valencia (Femenino)
En amarillo: edición amateur.
| Año  | Ganador     | Segundo         | Tercero                  |
| ---- | ----------- | --------------- | ------------------------ |
| 2016 | Alba Teruel | Alicia González | Aurore Verhoeyen         |
| 2017 | Alba Teruel | Alicia González | Gloria Rodríguez Sánchez |

## Palmarés por países
| País           | Victorias |
| -------------- | --------- |
| España         | 47        |
| Suiza          | 5         |
| Francia        | 4         |
| Bélgica        | 3         |
| Italia         | 3         |
| Alemania       | 2         |
| Países Bajos   | 2         |
| Rusia          | 2         |
| Colombia       | 2         |
| Suecia         | 1         |
| Irlanda        | 1         |
| Kazajistán     | 1         |
| Eslovenia      | 1         |
| Portugal       | 1         |
| Estados Unidos | 1         |